# Порошковый алкоголь
Порошковый алкоголь — молекулярно инкапсулированный алкоголь. Порошок производит алкогольный напиток при смешивании с водой.

## Химические свойства
По свидетельствам эксперта в области пищевой химии Удо Поллмера (Европейский институт продовольствия и науки о питании в Мюнхене), алкоголь может поглощаться в циклодекстрины, производные сахара. Таким образом, они инкапсулируются в малых капсулах, и жидкости можно придать вид порошка. Циклодекстрины могут абсорбировать около 60 % от их собственного веса в спирте. 

## Правовые аспекты
В Соединённых Штатах, по данным Налогового и торгового бюро алкоголя и табака, порошковый алкоголь, который предназначен для производства напитка, входит в юрисдикцию как федерального правительства бюро, так и правительств штатов. Таким образом, их реализация регулируется так же, как и любого другого алкогольного напитка, она требует таких же лицензионных разрешений, и с неё взимается соответствующий налог.
В настоящее время порошковый алкоголь, который является непригодным для напитков, в Соединённых Штатах продаётся в виде пищевых ароматизаторов. Существует некоторая неопределённость относительно правовых норм в других странах. Так как порошковый алкоголь не является жидкостью, его можно продавать несовершеннолетним, порошок будет освобождён от налога и не будет попадать под действие соответствующих законов, как в случае с Нидерландами.
В России и ЕАЭС планировалось запретить продажу порошкового алкоголя в 2016 году. С 8 января 2019 года в России действует запрет на производство и оборот порошкового алкоголя.

## Варианты применения
- Производство напитка: порошок может быть добавлен в воду, чтобы получить алкогольный напиток[5].
- Приём внутрь: при приёме внутрь ощущается жгучий вкус спирта-ректификата.
- Распыление: порошок, полученный путём молекулярной инкапсуляции с циклодекстрином, может быть использован для небулайзера[6].

## Бренды

### Германия
В Германии продукт под названием «Subyou», по сообщениям, распространялся или до сих пор распространяется через Интернет. Было доступно четыре варианта вкуса и упаковки в 65, или, возможно, 100-граммовые саше. При смешивании с 0,25 литров воды получается 4,8-процентный спиртной напиток. Предполагалось, что немецкий производитель изготовил порошковый алкопоп на основе импортного сырья (порошкового алкоголя из США).

### Нидерланды
В Нидерландах в мае 2007 года сообщалось о неком производителе «Booz2go». Он должен был выпускать порошковый газированный напиток со вкусом лайма с 3-процентным содержанием спирта. При коммерческом производстве предполагалось продавать саше по 20 грамм за 1,50 евро. Продукт вышел на рынок благодаря четырём студентам факультета пищевых технологий Геликонского профессионального института в Бокстеле. Они сказали, что нацелены на молодёжный рынок, и одним из преимуществ порошка были бы законные продажи людям младше 18 лет. Они сравнили напиток с такими алкопопами, как «Bacardi Breezer», ожидалось, что относительно низкое содержание алкоголя сделает напиток популярным среди молодёжи.
Директор голландского Национального фонда по предупреждению алкоголизма Вим ван Дален сказал, что порошок не попадает под действие законов об алкоголе и HoReCa, но только до растворения в воде. Это означает, что купить порошок может каждый желающий. Он сказал, что в целом не поддерживает новые алкогольные напитки, но сомневается, станет ли порошок привлекательным для покупателей. Пресс-секретарь Министерства здравоохранения, социального обеспечения и спорта заявил, что против продукта не предпринималось никаких действий, но добавил, что, в соответствии с другими законами, этикетка должна содержать предупреждение о любых рисках для здоровья потребителя.

### США
Процесс был запатентован в США ещё в 1974 году. В 2008 году «Pulver Spirits» разработал линию алкогольных порошковых изделий. Маркетинговая стратегия, как сообщалось, была подготовлена так, чтобы полностью соответствовать правилам регулирования реализации алкоголя и ориентироваться на совершеннолетнего покупателя.
Весной 2014 года аризонская компания «Lipsmark LLC» объявила, что начиная с осени она будет продавать алкогольную пудру под брендом «Palcohol». Продукт был предварительно одобрен для продажи ATF 8 апреля 2014 года, но позже 21 апреля решение было отменено.

### Япония
В 1966 году Sato Foods Industries Co.,Ltd. разработала и запатентовала способ производства сухого алкоголя. С 1998 года в Японии начали производить порошковое саке. Оно представляло собой желтоватый порошок, наподобие порошка картофельных хлопьев и разводилось без остатка холодной водой. На вкус неотличимо от натурального напитка. На данный момент Япония — единственная страна с полностью легальным оборотом сухого алкоголя.